# Мечеть Ага
Мечеть Ага (азерб. Ağa məscidi — мечеть в селищі Нардаран, Сабунчинського району, міста Баку, Азербайджан .

## Історія
Мечеть Ага розташована в однойменному кварталі бакинського селища Нардаран. Вона побудована в 1882 році (1317 року за мусульманським літочисленням) з ініціативи Шейха Магомедалі. За іншими даними мечеть побудована в 1899—1900 роках.
За часів Радянського Союзу, з 1937 по 1987 роки, мечеть використовувалася як складське приміщення. Надалі діяльність мечеті було відновлено.

## Опис та архітектура
Мечеть двоповерхова, прямокутної форми. На першому поверсі знаходяться відділення для чоловіків і жінок. Жіноча частина розділена від чоловічої великий завісою. Розміри жіночого та чоловічого відділень складають відповідно 60 і 170 квадратних метрів. На другому поверсі знаходиться релігійна школа — медресе.
Стіни споруди побудовані з масивних обтесаних каменів, але з боку фасад не поштукатурити. Висота від підлоги до стелі становить 6 метрів, а від підлоги до купола 9 метрів. Стеля тримається на чотирьох великих колонах, з'єднаних між собою арками. У куполі прибудовані чотири вікна. Кафедра мечеті побудована з каменю і дуже витончено прикрашена. Особливо слід відзначити мінарет, який недобудований і має половинчату форму. Його висота 16 метрів. Всі вікна мечеті захищені залізними ґратами.